# Camberley
Koordinaten: 51° 20′ N, 0° 44′ W
Camberley ist eine Stadt in Surrey und liegt etwa 48 km südwestlich der Innenstadt Londons in einem Korridor, der von den Autobahnen M3 und M4 gebildet wird. Sie hat über 30.000 Einwohner. Zu den Sehenswürdigkeiten zählt das Surrey Heath Museum.
In Camberley befand sich die Generalstabsakademie (Staff College), an der z. B. Jitzchak Rabin in den Jahren 1953/54 einen einjährigen Lehrgang absolvierte. Die Akademie war 1801 gegründet worden und hatte im Jahre 1945 mit der Ausbildung von Stabsoffizieren von Commonwealth- und anderen Staaten begonnen.

## Persönlichkeiten

### Söhne und Töchter der Stadt
- Charles Walter Simpson (1885–1971), Maler
- Joan Robinson (1903–1983), Ökonomin
- Eric Bols (1904–1985), Offizier
- Judith Furse (1912–1974), Schauspielerin
- David Willison (1919–2009), Generalleutnant der British Army
- James M. Tanner (1920–2010), Kinderarzt
- Malcolm Cooper (1947–2001), Sportschütze und Unternehmer
- Emma Kirkby (* 1949), Sopranistin
- Mark Blackburn (1953–2011), Numismatiker
- Raymond Stevens (* 1963), Judoka
- Darren Turner (* 1974), Automobilrennfahrer
- Anthony Wall (* 1975), Profigolfer
- George Saville (* 1993), nordirischer Fußballnationalspieler